# Eurovision Song Contest 2012
Eurovision Song Contest 2012, česky také Velká cena Eurovize 2012 (či jen Eurovize 2012), byl 57. ročník soutěže Eurovision Song Contest, který se konal v Baku v Ázerbájdžánu, a to díky vítězství ázerbájdžánského dua Ell & Nikki s písní „Running Scared“ na předchozím ročníku. Soutěž, organizovaná Evropskou vysílací unií (EVU) a stanicí İctimai Television (İTV), se konala v Baku Crystal Hall. Semifinálová kola se uskutečnila 22. a 24. května, finále pak 26. května 2011. Moderátory přenosů byli televizní moderátorky Leyla Aliyeva a Nargiz Birk-Petersen a zpěvák Eldar Gasimov.
Soutěže se zúčastnilo 42 zemí, což je o jeden stát méně oproti předchozímu roku. Do soutěže se po 2leté pauze vrátila Černá Hora, naopak dvě země ze soutěže odstoupily – Arménie kvůli probíhajícímu konfliktu s Ázerbájdžánem, Polsko kvůli finančním potížím.
Vítězem se stala švédská zpěvačka Loreen s písní „Euphoria“. Skladba vyhrála u diváků i u porot a získala 372 bodů z 492 možných, dvanáctibododové ohodnocení získala od 18 zemí.
Přípravy soutěže poznamenaly kontroverze ohledně stavu porušování lidských práv v Ázerbájdžánu – proti pořádání protestovali zástupci několika organizací.

## Místo konání

Lokace Baku Crystal Hall

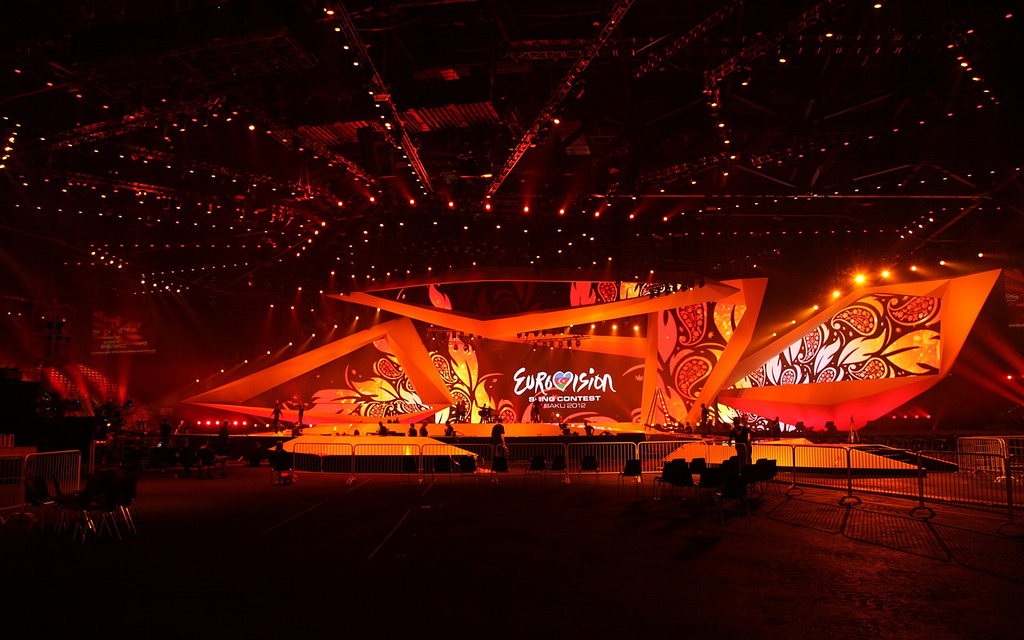
Interiér Baku Crystal Hall

Ázerbájdžán, účastnící se soutěže od roku 2008, zvítězil poprvé na Eurovizi. Pořadatelským městem byla zvolena metropole Baku, rozprostřená na jihu Apšeronského poloostrova v Kaspickém moři. Město obývají zhruba 2 miliony obyvatel, přibližně čtvrtina ázerbájdžánské populace.
Krátce po ustanovení pořádání byla smluvena výstavba nové arény Baku Crystal Hall o kapacitě 23 tisíc míst nedaleko Náměstí vlajky, kde byl průběh akce zamýšlen. Dalšími kandidáty bylo Tofiq Bahramov Stadium (37 tisíc míst) a Heydar Aliyev Sports and Exhibition Complex (7,800 míst). Počátkem srpna 2011 společnost Alpine Bau Deutschland AG získala kontrakt na výstavbu Baku Crystal Hall, na níž ázerbájdžánská vláda uvolnila šest milionů manat. Pořádání v této aréně bylo potvrzeno 25. ledna 2012.
Každého večera se i přes nahlášenou kapacitu nakonec mohlo účastnit pouze 16 000 diváků.

## Formát

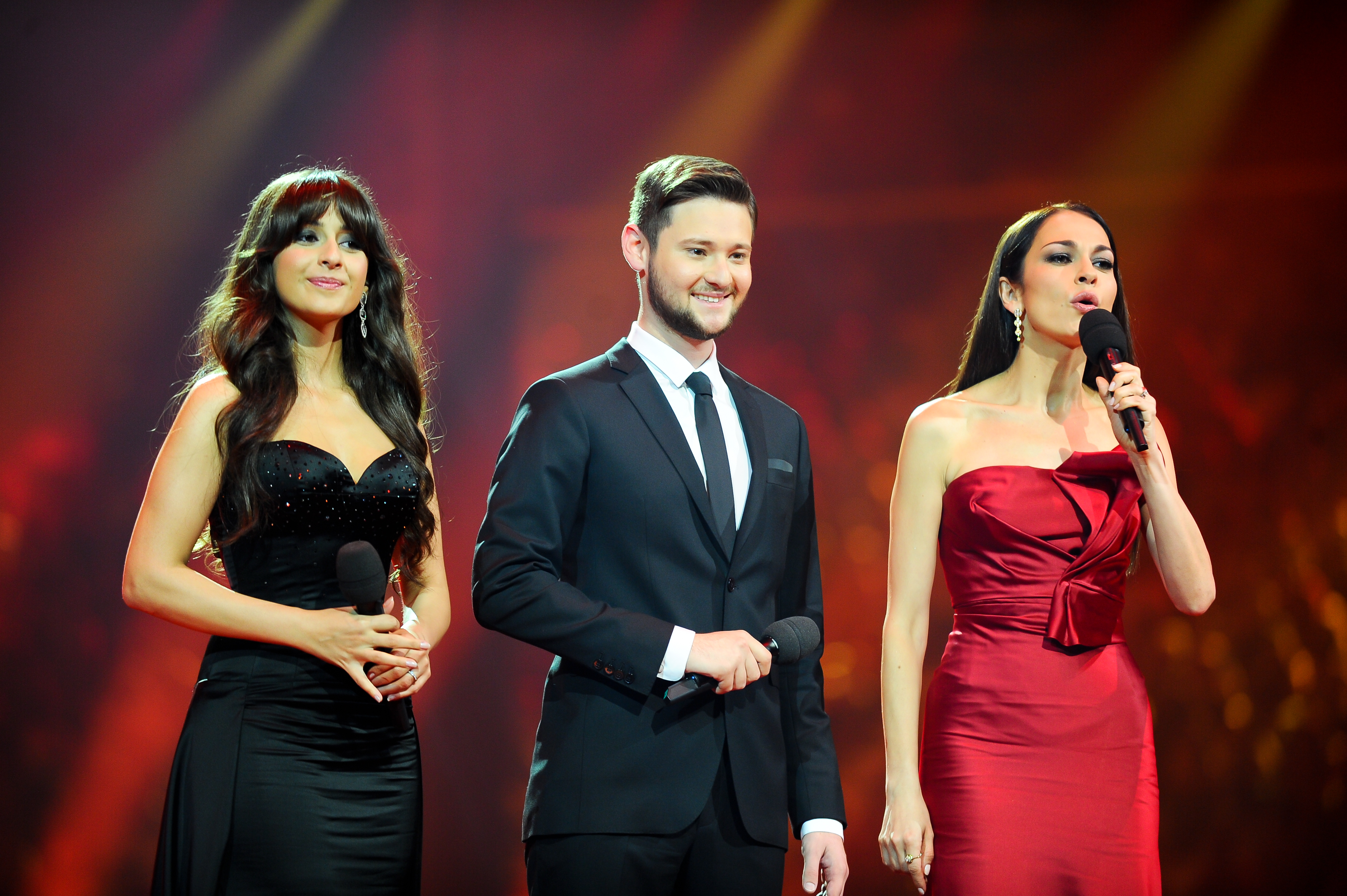
Moderátoři – Leyla Aliyeva, Eldar Gasimov a Nargiz Birk-Petersen

Systém hlasování neprodělal žádné výraznější změny – hlasy diváků každé země byly v poměru 50:50 přičteny k hlasům odborných národních porot. Na rozdíl od předchozích dvou ročníků, kdy mohli diváci pro své favority hlasovat již od počátku večera, se však pořadatelé navrátili k předchozímu systému, kdy bylo pro hlasující po představení všech soutěžních písní otevřeno patnáctiminutové hlasovací okénko – tato změna byla smluvena referenční skupinou EBU na zasedání 29. června 2011.
Každou národní porotu tvořilo pět profesionálních zástupců z oblasti hudby.
Počet finalistů byl podle nových pravidel 24. listopadu 2011 navýšen na 26 – účastníky finále nyní tvoří deset postupujících z každého semifinále, pořadatel soutěže a tzv. "Velká pětka", složená ze zemí, které z největší části přispívají na projekty EBU – Francie, Spojené království, Itálie, Německo a Španělsko. Šestadvacet zástupců se finále účastnilo podruhé v historii – poprvé tomu tak bylo v roce 2003.

### Rozlosování

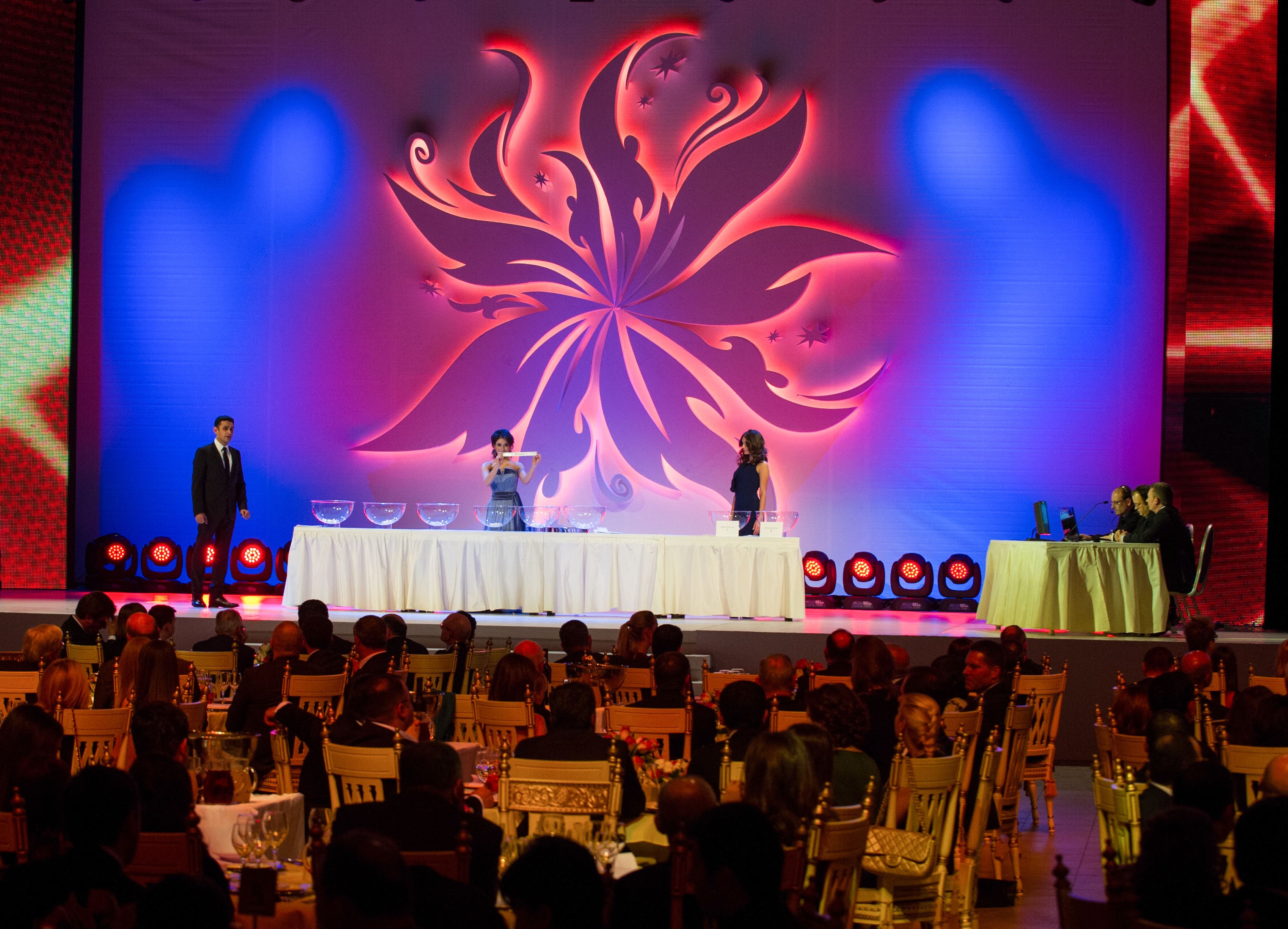
Ceremoniál rozlosování 25. ledna 2012 v Baku

Rozlosování určující kolo, v němž každý z 36 semifinalistů vystoupí, proběhlo 25. ledna 2012 v paláci Buta v Baku. Semifinalisté byli roztříděni do šesti skupin (košů) podle geopolitické příslušnosti – polovina z každé skupiny byla následně náhodně vylosována pro účast v prvním semifinále. Zbývají státy byly zařazeny do druhého semifinále. Současně bylo rozhodnuto, do kterého semifinále bude hlasovat který automatický finalista – Ázerbájdžánu, Španělsku a Itálii bylo losem přisouzeno hlasovací právo do prvního semifinále, Francie, Německo a Spojené království obdrželi právo hlasovat v druhém semifinále. Zvolené semifinále byli vysílatelé z těchto zemí povinni uvést v přímém přenosu, vysílání druhého semifinále bylo ponecháno jejich volbě.
| Koš 1                                                                                   | Koš 2                                                    | Koš 3                                                        | Koš 4                                                     | Koš 5                                                       | Koš 6                                                                  |
| --------------------------------------------------------------------------------------- | -------------------------------------------------------- | ------------------------------------------------------------ | --------------------------------------------------------- | ----------------------------------------------------------- | ---------------------------------------------------------------------- |
| - Albánie - Bosna a Hercegovina - Černá Hora - Albánie - Makedonie - Srbsko - Švýcarsko | - Dánsko - Estonsko - Finsko - Island - Norsko - Švédsko | - Bělorusko - Gruzie - Izrael - Moldavsko - Rusko - Ukrajina | - Arménie* - Belgie - Kypr - Nizozemsko - Řecko - Turecko | - Irsko - Lotyšsko - Litva - Malta - Portugalsko - Rumunsko | - Rakousko - Bulharsko - Maďarsko - San Marino - Slovensko - Slovinsko |

- * Veřejnoprávní vysílatel Arménie se dostatečně rychle nevyjádřil ohledně své účasti, s kterou se spíše počítalo. Ze soutěže odstoupil více než měsíc po rozlosování semifinálových kol.

### Design
Mottem ročníku byl slogan Light Your Fire! (doslova Zažehni svůj oheň) podle přízviska Ázerbájdžánu, Land of Fire (Země ohně).
Medailonky před každým soutěžním vystoupením zahrnovaly vystupující v přímém přenosu před vstupem na pódium, následovala vlajka a název země, kterou zastupují, a různorodé záběry z Ázerbájdžánu s popiskem "Ázerbájdžán, země..." s různými zakončeními ("...jazzu", "...v pohybu" a podobně). Medailonky končily aktuálním záběrem na arénu Crystal Hall (zvenčí), která se díky masivním LED světlům měnila do vlajkových barev země, jejíž interpret následně vystoupil.
Grafický design (bannery, grafika bodování,…) byl od roku 2011 pouze mírně upraven. Při vyhlašování výsledků byly nižší body (1-7) zvýrazněny červeně, tři nejvyšší ohodnocení (8,10 a 12) byly zvýrazněny oranžově.

### Vysílatel
Pořadatelem akce byl ázerbájdžánský veřejnoprávní vysílatel İctimai Television (İTV), který je členem Evropské vysílací unie. Azercell, největší ázerbájdžánský operátor, byl oznámen coby oficiální partner. Coby oficiální produkční partner byla vybrána společnost Brainpool, která spolupracovala již na předchozím ročníku.

## Kontroverze

### Porušování lidských práv
Západní média již před uspořádáním ročníku komentovala vysoký finanční vklad a důraz na propagaci Ázerbájdžánu jako pokus "zakrýt nefunkční demokracii a porušování práv občanů". Aktivista Elnur Majidli, který byl uvězněn po účasti na povstání v roce 2011, byl náhle propuštěn, což zahraniční média označila za snahu zmírnit kritiku země těsně před tím, než se dostane do celosvětového mediálního hledáčku. V ázerbájdžánských věznicích však zůstala řada dalších politických vězňů, v mnoha případech "novináři, kteří veřejně kritizovali Alijevův systém". Stav lidských práv za žalostný označila mimo jiné Amnesty International. V zorném poli vlády se podle ní i jiných mezinárodních organizací ocitají převážně opoziční aktivisté. Situaci v zemi zmínila také řada českých médií.
Nejčastěji zmiňovanou kauzou ve spojení s pořádáním soutěže v Ázerbájdžánu bylo údajné násilné vystěhovávání obyvatel oblasti, kde měla být postavena aréna Baku Crystal Hall a její zázemí.
S aktivisty bojujícími za zlepšení lidských práv v zemi se během soutěže setkala vítězka Loreen – jakožto jediná ze soutěžících. Následně v médiích prohlásila, že „lidská práva jsou v Ázerbájdžánu denně porušována. Je třeba se proti takovým věcem vyslovit.“ Mluvčí vlády následně její výrok kritizoval s tím, že soutěž Eurovize by neměla "být politizována" a doporučil EBU, aby následně podobná setkání zakázala. Švédská delegace následně vydala prohlášení, podle něhož se zpěvačka ani nikdo jiný nedopustil porušení pravidel soutěže.
26. května, v den finále, uspořádali odpůrci vlády v Baku protestní akci, kterou policie hbitě rozpustila. Aktivisté v médiích vyjádřili obavu, že budou odsouzeni k tvrdému trestu, jakmile svět po skončení soutěže spustí Ázerbájdžán z dohledu. Během finálového večera následně moderátorka Eurovize 2011 Anke Engelke, která vyhlašovala výsledky Německa, v přímém přenosu prohlásila: "Dnes nikdo nemohl hlasovat pro svoji zemi. Je však dobré mít možnost hlasovat, je dobré mít možnost volby. Hodně štěstí na tvé cestě, Ázerbájdžáne. Evropa tě sleduje."

### Politické napětí v Íránu
Íránské úřady se veřejně postavily proti pořádání Eurovize v Ázerbájdžánu. Vedoucí duchovní ájatolláh Mohammad Mojtahed Shabestari a ájatolláh Ja'far Sobhani pořádání odsoudili coby "proti-islámské chování" s tvrzením, že země hodlá hostit Gay Pride. Tento výrok vedl k protestnímu shromáždění před íránskou ambasádou v Baku. Ali Hasanov, vedoucí Oddělení veřejných a politických záležitostí státní administrativy, prohlásil, že tato tvrzení jsou mylná a Írán by se neměl plést do věcí Ázerbájdžánu. Zároveň Ázerbájdžán požádal o oficiální omluvu íránské strany. Ázerbájdžán i Írán následně z příslušných ambasád v sousedské zemi stáhl svého velvyslance.
30. května Ministerstvo národní bezpečnosti Ázerbájdžánu oznámilo odhalení řady plánovaných teroristických útoků v době konání soutěže. Ty měly být namířeny na Baku Crystal Hall a hotely Marriott a Hilton. 22. srpna deník The Daily Telegraph zveřejnil domněnku informační služby, podle níž měl nejvyšší íránský vůdce Sajjid Alí Chameneí vést tajnou složku jednotky Quds ke spáchání teroristických útoků proti "Západu a jeho spojencům" včetně Ázerbájdžánu.

## Navrátivší interpreti
| Interpret         | Země                | Předchozí účast(i)       |
| ----------------- | ------------------- | ------------------------ |
| Kaliopi           | Makedonie           | 1996 (kvalifikační kolo) |
| Jónsi             | Island              | 2004                     |
| Željko Joksimović | Srbsko a Černá Hora | 2004                     |
| Jedward           | Irsko               | 2011                     |

## Seznam účastníků
Semifinále se zúčastnilo celkem 36 interpretů. Rozlosování zemí do semifinálových kol proběhlo 25. ledna 2012.

### První semifinále
Prvního semifinále se zúčastnilo celkem 18 zemí. Odehrálo se 22. května ve 21 hodin místního času. Hlasovat mohli diváci z těchto zemí, Ázerbájdžánu a dvou zemí tzv. Velké pětky, konkrétně ze Španělska a Itálie. Kvůli zprostředkování zpráv o autobusové tragédii v Qafa e Vishës albánský vysílatel RTSH nevysílal první semifinále živě a použil pouze hlasy národní poroty.
| Pořadí | Země       | Interpret              | Skladba                                        | Jazyk                   | Umístění | Body |
| ------ | ---------- | ---------------------- | ---------------------------------------------- | ----------------------- | -------- | ---- |
| 1.     | Černá Hora | Rambo Amadeus          | „Euro Neuro“                                   | angličtina              | 15.      | 20   |
| 2.     | Island     | Gréta Salóme a Jónsi   | „Never Forget“                                 | angličtina              | 8.       | 75   |
| 3.     | Řecko      | Eleftheria Eleftheriou | „Aphrodisiac“                                  | angličtina              | 4.       | 116  |
| 4.     | Lotyšsko   | Anmary                 | „Beautiful Song“                               | angličtina              | 16.      | 17   |
| 5.     | Albánie    | Rona Nishliu           | „Suus“                                         | albánština              | 2.       | 146  |
| 6.     | Rumunsko   | Mandinga               | „Zaleilah“                                     | španělština, angličtina | 3.       | 120  |
| 7.     | Švýcarsko  | Sinplus                | „Unbreakable“                                  | angličtina              | 11.      | 45   |
| 8.     | Belgie     | Iris                   | „Would You?“                                   | angličtina              | 17.      | 16   |
| 9.     | Finsko     | Pernilla Karlsson      | „När jag blundar“                              | švédština               | 12.      | 41   |
| 10.    | Izrael     | Izabo                  | „Time“                                         | angličtina, hebrejština | 13.      | 33   |
| 11.    | San Marino | Valentina Monetta      | „The Social Network Song (Oh Oh – Uh - Oh Oh)“ | angličtina              | 14.      | 31   |
| 12.    | Kypr       | Ivi Adamou             | „La La Love“                                   | angličtina              | 7.       | 91   |
| 13.    | Dánsko     | Soluna Samay           | „Should've Known Better“                       | angličtina              | 9.       | 63   |
| 14.    | Rusko      | Buranovskije Babuški   | „Party for Everybody“                          | udmurtština, angličtina | 1.       | 152  |
| 15.    | Maďarsko   | Compact Disco          | „Sound of Our Hearts“                          | angličtina              | 10.      | 52   |
| 16.    | Rakousko   | Trackshittaz           | „Woki mit deim Popo“                           | němčina                 | 18.      | 8    |
| 17.    | Moldavsko  | Paša Parfeny           | „Lăutar“                                       | angličtina              | 5.       | 100  |
| 18.    | Irsko      | Jedward                | „Waterline“                                    | angličtina              | 6.       | 92   |

### Druhé semifinále

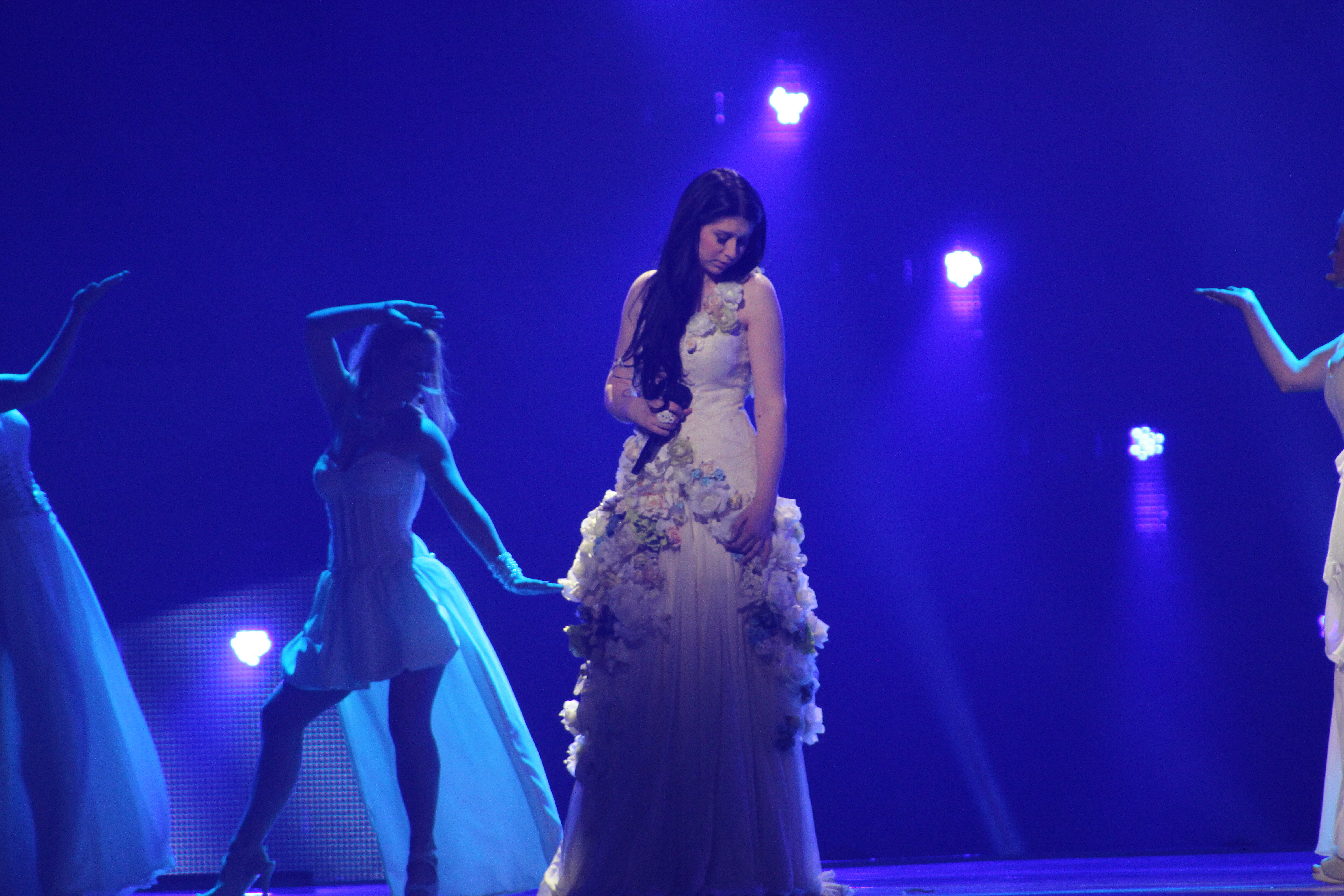
Eva Boto, zástupkyně Slovinska

Druhého semifinále se zúčastnilo celkem 18 zemí. Odehrálo se 24. května ve 21 hodin místního času. Hlasovat mohli diváci z těchto zemí a tří zemí tzv. Velké pětky, konkrétně z Francie, Německa a Spojeného království. Původně se druhého semifinále měl účastnit zástupce Arménie, tamější vysílatel však z důvodu obav o bezpečnost své delegace v Ázerbájdžánu odvolal svoji účast.
| Pořadí | Země                | Interpret         | Skladba                                | Jazyk                   | Umístění | Body |
| ------ | ------------------- | ----------------- | -------------------------------------- | ----------------------- | -------- | ---- |
| 1.     | Srbsko              | Željko Joksimović | „Nije ljubav stvar“ (Није љубав ствар) | srbština                | 2.       | 159  |
| 2.     | Makedonie           | Kaliopi           | „Crno i belo“ (Црно и бело)            | makedonština            | 9.       | 53   |
| 3.     | Nizozemsko          | Joan Franka       | „You and Me“                           | angličtina              | 15.      | 35   |
| 4.     | Malta               | Kurt Calleja      | „This Is the Night“                    | angličtina              | 7.       | 70   |
| 5.     | Bělorusko           | Litesound         | „We Are the Heroes“                    | angličtina              | 16.      | 35   |
| 6.     | Portugalsko         | Filipa Sousa      | „Vida minha“                           | portugalština           | 13.      | 39   |
| 7.     | Ukrajina            | Gaitana           | „Be My Guest“                          | angličtina              | 8.       | 64   |
| 8.     | Bulharsko           | Sofi Marinova     | „Love Unlimited“                       | bulharština             | 11.      | 45   |
| 9.     | Slovinsko           | Eva Boto          | „Verjamem“                             | slovinština             | 17.      | 31   |
| 10.    | Chorvatsko          | Nina Badrić       | „Nebo“                                 | chorvatština            | 12.      | 42   |
| 11.    | Švédsko             | Loreen            | „Euphoria“                             | angličtina              | 1.       | 181  |
| 12.    | Gruzie              | Anri Jokhadze     | „I'm a Joker“                          | angličtina, gruzínština | 14.      | 36   |
| 13.    | Turecko             | Can Bonomo        | „Love Me Back“                         | angličtina              | 5.       | 80   |
| 14.    | Estonsko            | Ott Lepland       | „Kuula“                                | estonština              | 4.       | 100  |
| 15.    | Slovensko           | Max Jason Mai     | „Don't Close Your Eyes“                | angličtina              | 18.      | 22   |
| 16.    | Norsko              | Tooji             | „Stay“                                 | angličtina              | 10.      | 45   |
| 17.    | Bosna a Hercegovina | Maya Sar          | „Korake ti znam“                       | bosenština              | 6.       | 77   |
| 18.    | Litva               | Donny Montell     | „Love Is Blind“                        | angličtina              | 3.       | 104  |

### Finále

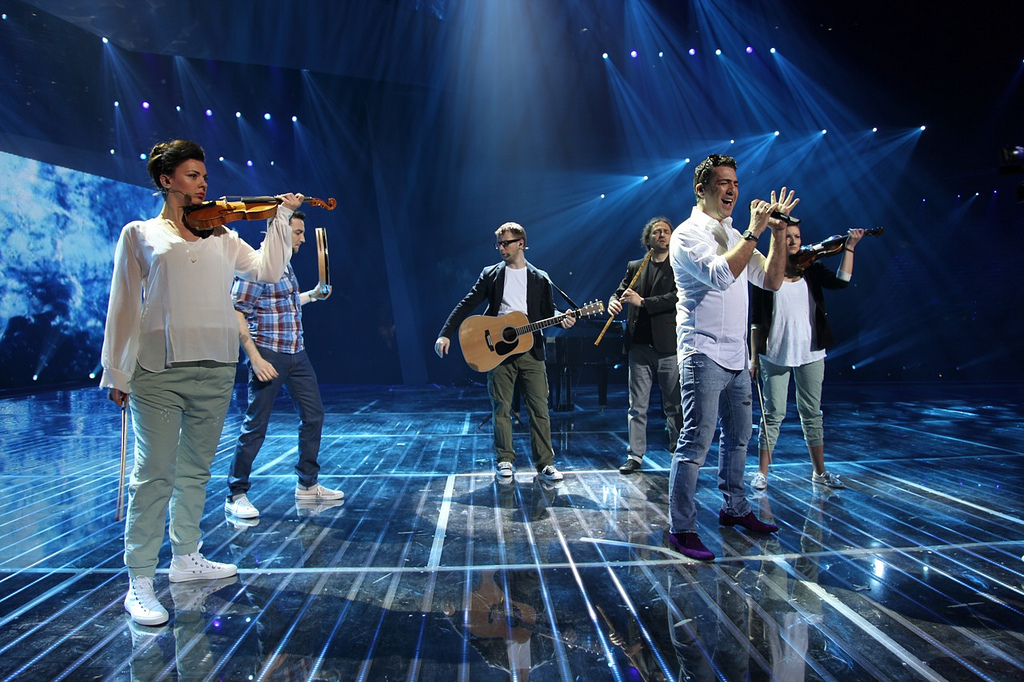
Zástupce Srbska Željko Joksimović interpretuje svoji píseň na generální zkoušce.

Finále se uskutečnilo 26. května ve 21 hodin místního času. Zúčastnilo se ho 26 zemí – 10 nejlepších z každého semifinále, státy z tzv. Velké pětky, které do finále postupují automaticky, a Ázerbájdžán jakožto vítěz předchozího ročníku.
| Pořadí | Země                | Interpret              | Skladba                                | Jazyk                     | Umístění | Body |
| ------ | ------------------- | ---------------------- | -------------------------------------- | ------------------------- | -------- | ---- |
| 1.     | Spojené království  | Engelbert Humperdinck  | „Love Will Set You Free“               | angličtina                | 25.      | 12   |
| 2.     | Maďarsko            | Compact Disco          | „Sound of Our Hearts“                  | angličtina                | 24.      | 19   |
| 3.     | Albánie             | Rona Nishliu           | „Suus“                                 | albánština                | 5.       | 146  |
| 4.     | Litva               | Donny Montell          | „Love Is Blind“                        | angličtina                | 14.      | 70   |
| 5.     | Bosna a Hercegovina | Maya Sar               | „Korake ti znam“                       | bosenština                | 18.      | 55   |
| 6.     | Rusko               | Buranovskije Babuški   | „Party for Everybody“                  | udmurtština, angličtina   | 2.       | 259  |
| 7.     | Island              | Gréta Salóme a Jónsi   | „Never Forget“                         | angličtina                | 20.      | 46   |
| 8.     | Kypr                | Ivi Adamou             | „La La Love“                           | angličtina                | 16.      | 65   |
| 9.     | Francie             | Anggun                 | „Echo (You and I)“                     | francouzština, angličtina | 22.      | 21   |
| 10.    | Itálie              | Nina Zilli             | „L'amore è femmina (Out of Love)“      | angličtina, italština     | 9.       | 101  |
| 11.    | Estonsko            | Ott Lepland            | „Kuula“                                | estonština                | 6.       | 120  |
| 12.    | Norsko              | Tooji                  | „Stay“                                 | angličtina                | 26.      | 7    |
| 13.    | Ázerbájdžán         | Sabina Babajeva        | „When the Music Dies“                  | angličtina                | 4.       | 150  |
| 14.    | Rumunsko            | Mandinga               | „Zaleilah“                             | španělština, angličtina   | 12.      | 71   |
| 15.    | Dánsko              | Soluna Samay           | „Should've Known Better“               | angličtina                | 23.      | 21   |
| 16.    | Řecko               | Eleftheria Eleftheriou | „Aphrodisiac“                          | angličtina                | 17.      | 64   |
| 17.    | Švédsko             | Loreen                 | „Euphoria“                             | angličtina                | 1.       | 372  |
| 18.    | Turecko             | Can Bonomo             | „Love Me Back“                         | angličtina                | 7.       | 112  |
| 19.    | Španělsko           | Pastora Soler          | „Quédate conmigo“                      | španělština               | 10.      | 97   |
| 20.    | Německo             | Roman Lob              | „Standing Still“                       | angličtina                | 8.       | 110  |
| 21.    | Malta               | Kurt Calleja           | „This Is the Night“                    | angličtina                | 21.      | 41   |
| 22.    | Makedonie           | Kaliopi                | „Crno i belo“ (Црно и бело)            | makedonština              | 13.      | 71   |
| 23.    | Irsko               | Jedward                | „Waterline“                            | angličtina                | 19.      | 46   |
| 24.    | Srbsko              | Željko Joksimović      | „Nije ljubav stvar“ (Није љубав ствар) | srbština                  | 3.       | 214  |
| 25.    | Ukrajina            | Gaitana                | „Be My Guest“                          | angličtina                | 15.      | 65   |
| 26.    | Moldavsko           | Paša Parfeny           | „Lăutar“                               | angličtina                | 11.      | 81   |

## Tabulky
Společnosti EBU a PwC zkontrolovaly a ověřily správnost výsledků porot i diváckého hlasování, z nichž byly následně vytvořeny společné výsledky. 18. června 2012 EBU vydala dělené výsledky.

### První semifinále
| Semifinále 1 Porota/Televoting | Semifinále 1 Porota/Televoting | Semifinále 1 Porota/Televoting | Semifinále 1 Porota/Televoting | Semifinále 1 Porota/Televoting |
| Umístění                       | Televoting                     | Body                           | Porota                         | Body                           |
| ------------------------------ | ------------------------------ | ------------------------------ | ------------------------------ | ------------------------------ |
| 1                              | Rusko                          | 189                            | Albánie                        | 131                            |
| 2                              | Rumunsko                       | 132                            | Moldavsko                      | 107                            |
| 3                              | Albánie                        | 131                            | Řecko                          | 103                            |
| 4                              | Irsko                          | 116                            | Kypr                           | 90                             |
| 5                              | Řecko                          | 110                            | Rumunsko                       | 87                             |
| 6                              | Kypr                           | 99                             | Dánsko                         | 81                             |
| 7                              | Moldavsko                      | 85                             | Maďarsko                       | 76                             |
| 8                              | Island                         | 79                             | Rusko                          | 75                             |
| 9                              | Dánsko                         | 53                             | Izrael                         | 72                             |
| 10                             | Švýcarsko                      | 49                             | Irsko                          | 72                             |
| 11                             | Maďarsko                       | 39                             | Island                         | 70                             |
| 12                             | Finsko                         | 36                             | Finsko                         | 57                             |
| 13                             | San Marino                     | 25                             | Švýcarsko                      | 45                             |
| 14                             | Černá Hora                     | 24                             | San Marino                     | 42                             |
| 15                             | Lotyšsko                       | 18                             | Belgie                         | 38                             |
| 16                             | Izrael                         | 16                             | Černá Hora                     | 28                             |
| 17                             | Rakousko                       | 15                             | Rakousko                       | 27                             |
| 18                             | Belgie                         | 2                              | Lotyšsko                       | 17                             |

|            |            | Výsledky | Výsledky | Výsledky | Výsledky | Výsledky | Výsledky  | Výsledky | Výsledky | Výsledky | Výsledky   | Výsledky | Výsledky | Výsledky | Výsledky | Výsledky | Výsledky  | Výsledky | Výsledky    | Výsledky | Výsledky  | Výsledky | Výsledky |
| Body       | Černá Hora | Island   | Řecko    | Lotyšsko | Albánie  | Rumunsko | Švýcarsko | Belgie   | Finsko   | Izrael   | San Marino | Kypr     | Dánsko   | Rusko    | Maďarsko | Rakousko | Moldavsko | Irsko    | Ázerbájdžán | Itálie   | Španělsko |          |          |
| ---------- | ---------- | -------- | -------- | -------- | -------- | -------- | --------- | -------- | -------- | -------- | ---------- | -------- | -------- | -------- | -------- | -------- | --------- | -------- | ----------- | -------- | --------- | -------- | -------- |
|            | Černá Hora | 20       |          |          |          |          | 12        |          |          |          |            |          | 8        |          |          |          |           |          |             |          |           |          |          |
| Island     | 75         | 5        |          | 5        | 5        |          |           | 4        | 5        | 10       | 4          | 3        | 8        | 10       | 1        | 4        | 2         | 2        |             |          | 1         | 6        |          |
| Řecko      | 116        | 10       | 5        |          |          | 8        | 12        | 3        | 8        |          | 3          | 7        | 12       | 4        | 5        |          | 1         | 10       | 10          | 10       | 5         | 3        |          |
| Lotyšsko   | 17         | 2        |          |          |          |          |           |          |          |          |            |          |          |          | 4        |          |           | 4        | 4           | 3        |           |          |          |
| Albánie    | 146        | 12       | 3        | 10       | 4        |          | 4         | 12       | 10       | 5        | 5          | 10       | 10       | 7        | 2        | 10       | 12        | 1        | 1           | 12       | 12        | 4        |          |
| Rumunsko   | 120        | 7        | 4        | 8        |          | 5        |           | 2        | 4        |          | 8          | 6        | 6        | 1        | 8        | 3        | 5         | 12       | 12          | 7        | 10        | 12       |          |
| Švýcarsko  | 45         |          | 2        |          | 7        | 3        | 2         |          |          |          | 1          | 1        | 2        |          |          | 8        | 3         | 8        |             |          | 8         |          |          |
| Belgie     | 16         |          |          | 4        |          | 2        | 1         |          |          | 2        |            |          |          |          |          |          |           |          | 6           |          |           | 1        |          |
| Finsko     | 41         |          | 7        |          | 6        | 1        |           | 1        | 1        |          | 2          |          |          | 8        |          | 12       |           |          | 3           |          |           |          |          |
| Izrael     | 33         |          |          |          | 1        |          | 5         |          |          | 3        |            |          | 1        | 3        | 6        | 5        | 7         |          |             |          |           | 2        |          |
| San Marino | 31         | 4        |          | 2        |          | 10       |           |          |          |          |            |          |          |          |          |          |           | 7        |             | 5        | 3         |          |          |
| Kypr       | 91         | 6        | 12       | 12       | 3        | 6        | 7         |          | 3        | 1        | 10         |          |          |          | 7        |          |           | 3        | 5           | 1        | 7         | 8        |          |
| Dánsko     | 63         |          | 8        | 1        | 8        |          | 3         | 10       |          | 8        |            | 4        | 4        |          | 3        | 1        |           |          | 7           |          | 6         |          |          |
| Russia     | 152        | 8        | 6        | 7        | 12       |          | 6         | 8        | 12       | 12       | 12         | 2        | 7        | 12       |          | 7        | 10        | 6        | 8           | 8        | 2         | 7        |          |
| Maďarsko   | 52         |          |          |          |          | 7        | 8         | 6        | 6        | 4        |            |          | 5        | 5        |          |          | 4         | 5        |             | 2        |           |          |          |
| Rakousko   | 8          |          | 1        |          |          |          |           | 5        | 2        |          |            |          |          |          |          |          |           |          |             |          |           |          |          |
| Moldavsko  | 100        | 3        |          | 6        | 2        | 4        | 10        | 7        |          | 6        | 6          | 5        | 3        | 6        | 12       | 2        | 6         |          | 2           | 6        | 4         | 10       |          |
| Irsko      | 92         | 1        | 10       | 3        | 10       |          |           |          | 7        | 7        | 7          | 12       |          | 2        | 10       | 6        | 8         |          |             | 4        |           | 5        |          |

### Druhé semifinále
| Semifinále 2 Porota/Diváci | Semifinále 2 Porota/Diváci | Semifinále 2 Porota/Diváci | Semifinále 2 Porota/Diváci | Semifinále 2 Porota/Diváci |
| Umístění                   | Televoting                 | Body                       | Jury                       | Body                       |
| -------------------------- | -------------------------- | -------------------------- | -------------------------- | -------------------------- |
| 1                          | Švédsko                    | 180                        | Švédsko                    | 145                        |
| 2                          | Srbsko                     | 148                        | Srbsko                     | 141                        |
| 3                          | Litva                      | 128                        | Ukrajina                   | 109                        |
| 4                          | Turecko                    | 114                        | Estonsko                   | 102                        |
| 5                          | Estonsko                   | 88                         | Malta                      | 97                         |
| 6                          | Norsko                     | 72                         | Bosna a Hercegovina        | 77                         |
| 7                          | Bosna a Hercegovina        | 70                         | Chorvatsko                 | 66                         |
| 8                          | Makedonie                  | 63                         | Gruzie                     | 62                         |
| 9                          | Bulharsko                  | 59                         | Makedonie                  | 58                         |
| 10                         | Nizozemsko                 | 51                         | Litva                      | 55                         |
| 11                         | Malta                      | 39                         | Bělorusko                  | 52                         |
| 12                         | Bělorusko                  | 37                         | Portugalsko                | 49                         |
| 13                         | Portugalsko                | 37                         | Turecko                    | 42                         |
| 14                         | Chorvatsko                 | 34                         | Slovinsko                  | 40                         |
| 15                         | Slovensko                  | 32                         | Slovensko                  | 40                         |
| 16                         | Slovinsko                  | 27                         | Nizozemsko                 | 31                         |
| 17                         | Ukrajina                   | 24                         | Bulharsko                  | 27                         |
| 18                         | Gruzie                     | 15                         | Norsko                     | 25                         |

|                     |        | Výsledky  | Výsledky   | Výsledky | Výsledky  | Výsledky    | Výsledky | Výsledky  | Výsledky  | Výsledky   | Výsledky | Výsledky | Výsledky | Výsledky | Výsledky  | Výsledky | Výsledky            | Výsledky | Výsledky | Výsledky | Výsledky           | Výsledky | Výsledky |
| Body                | Srbsko | Makedonie | Nizozemsko | Malta    | Bělorusko | Portugalsko | Ukrajina | Bulharsko | Slovinsko | Chorvatsko | Švédsko  | Gruzie   | Turecko  | Estonsko | Slovensko | Norsko   | Bosna a Hercegovina | Litva    | Francie  | Německo  | Spojené království |          |          |
| ------------------- | ------ | --------- | ---------- | -------- | --------- | ----------- | -------- | --------- | --------- | ---------- | -------- | -------- | -------- | -------- | --------- | -------- | ------------------- | -------- | -------- | -------- | ------------------ | -------- | -------- |
| Srbsko              | 159    |           | 12         | 10       | 5         | 8           | 8        | 8         | 12        | 12         | 10       | 8        | 10       |          | 1         | 8        | 10                  | 10       | 2        | 12       | 10                 | 3        |          |
| Makedonie           | 53     | 8         |            |          | 1         | 2           |          | 5         | 7         | 6          | 7        |          | 1        | 8        |           |          |                     | 8        |          |          |                    |          |          |
| Nizozemsko          | 35     |           |            |          |           |             |          |           |           | 2          |          | 1        |          | 7        | 7         |          | 3                   |          | 3        |          | 8                  | 4        |          |
| Malta               | 70     | 3         | 2          | 2        |           | 5           |          | 6         | 6         | 4          | 5        | 4        | 4        | 6        | 3         | 2        |                     |          | 6        |          |                    | 12       |          |
| Bělorusko           | 35     |           | 1          | 1        | 4         |             |          | 12        |           |            | 2        |          | 8        |          |           |          |                     |          | 7        |          |                    |          |          |
| Portugalsko         | 39     |           |            | 6        |           |             |          |           |           | 3          | 3        |          |          | 1        |           | 5        | 5                   | 4        | 1        | 8        | 3                  |          |          |
| Ukrajina            | 64     | 4         | 3          |          | 6         | 12          | 2        |           | 5         |            | 1        | 6        | 6        |          | 5         | 1        | 2                   | 2        | 5        | 2        |                    | 2        |          |
| Bulharsko           | 45     | 2         | 6          |          | 2         |             | 6        |           |           |            |          |          |          | 10       |           |          | 6                   | 3        |          | 3        | 2                  | 5        |          |
| Slovinsko           | 31     | 10        | 4          |          |           |             |          |           |           |            | 8        |          |          |          |           |          |                     | 5        |          |          | 4                  |          |          |
| Chorvatsko          | 42     | 12        | 7          |          |           | 1           |          | 1         |           | 8          |          |          |          |          |           |          |                     | 12       |          |          | 1                  |          |          |
| Švédsko             | 181    | 7         | 8          | 12       | 8         | 7           | 10       | 7         | 10        | 10         | 6        |          | 12       | 5        | 12        | 12       | 12                  | 7        | 10       | 6        | 12                 | 8        |          |
| Gruzie              | 36     |           |            |          |           | 6           | 1        | 10        |           |            |          |          |          | 3        | 4         |          |                     |          | 12       |          |                    |          |          |
| Turecko             | 80     |           | 10         | 7        | 12        |             |          | 2         | 8         |            |          | 7        | 3        |          | 2         | 3        | 1                   | 6        |          | 7        | 6                  | 6        |          |
| Estonsko            | 100    |           |            | 8        |           | 4           | 12       | 3         | 3         | 1          |          | 12       | 7        |          |           | 10       | 8                   |          | 8        | 10       | 7                  | 7        |          |
| Slovensko           | 22     | 1         |            |          | 7         |             | 4        |           |           |            |          | 3        |          |          | 6         |          |                     |          |          | 1        |                    |          |          |
| Norsko              | 45     |           |            | 3        | 3         | 3           | 3        |           | 2         |            |          | 10       |          | 4        | 8         | 4        |                     | 1        | 4        |          |                    |          |          |
| Bosna a Hercegovina | 77     | 5         | 5          | 5        |           |             | 5        |           | 1         | 5          | 12       | 5        | 2        | 12       |           | 6        | 4                   |          |          | 4        | 5                  | 1        |          |
| Litva               | 104    | 6         |            | 4        | 10        | 10          | 7        | 4         | 4         | 7          | 4        | 2        | 5        | 2        | 10        | 7        | 7                   |          |          | 5        |                    | 10       |          |

### Finále
| Finále Porota/Diváci | Finále Porota/Diváci | Finále Porota/Diváci | Finále Porota/Diváci | Finále Porota/Diváci |
| Umístění             | Televoting           | Body                 | Porota               | Body                 |
| -------------------- | -------------------- | -------------------- | -------------------- | -------------------- |
| 1                    | Švédsko              | 343                  | Švédsko              | 296                  |
| 2                    | Rusko                | 332                  | Srbsko               | 173                  |
| 3                    | Srbsko               | 211                  | Albánie              | 157                  |
| 4                    | Turecko              | 176                  | Itálie               | 157                  |
| 5                    | Ázerbájdžán          | 151                  | Španělsko            | 154                  |
| 6                    | Německo              | 125                  | Estonsko             | 152                  |
| 7                    | Rumunsko             | 117                  | Ukrajina             | 125                  |
| 8                    | Albánie              | 106                  | Ázerbájdžán          | 118                  |
| 9                    | Řecko                | 89                   | Moldavsko            | 104                  |
| 10                   | Irsko                | 89                   | Německo              | 98                   |
| 11                   | Makedonie            | 79                   | Rusko                | 94                   |
| 12                   | Estonsko             | 78                   | Kypr                 | 85                   |
| 13                   | Moldavsko            | 75                   | Francie              | 85                   |
| 14                   | Litva                | 68                   | Litva                | 82                   |
| 15                   | Kypr                 | 63                   | Bosna a Hercegovina  | 71                   |
| 16                   | Bosna a Hercegovina  | 57                   | Malta                | 70                   |
| 17                   | Itálie               | 56                   | Makedonie            | 69                   |
| 18                   | Španělsko            | 45                   | Řecko                | 60                   |
| 19                   | Island               | 39                   | Island               | 53                   |
| 20                   | Ukrajina             | 37                   | Rumunsko             | 53                   |
| 21                   | Spojené království   | 36                   | Dánsko               | 51                   |
| 22                   | Maďarsko             | 20                   | Turecko              | 50                   |
| 23                   | Dánsko               | 18                   | Maďarsko             | 30                   |
| 24                   | Norsko               | 16                   | Norsko               | 24                   |
| 25                   | Malta                | 10                   | Irsko                | 14                   |
| 26                   | Francie              | 0                    | Spojené království   | 11                   |

|                                                              |                    | Voting results | Voting results | Voting results | Voting results         | Voting results | Voting results | Voting results | Voting results | Voting results | Voting results | Voting results | Voting results | Voting results | Voting results | Voting results | Voting results | Voting results | Voting results | Voting results | Voting results | Voting results | Voting results | Voting results | Voting results | Voting results | Voting results | Voting results | Voting results | Voting results | Voting results | Voting results | Voting results | Voting results | Voting results | Voting results | Voting results | Voting results | Voting results | Voting results | Voting results | Voting results | Voting results | Voting results |
| Body                                                         | United Kingdom     | Hungary        | Albania        | Lithuania      | Bosnia and Herzegovina | Russia         | Iceland        | Cyprus         | France         | Italy          | Estonia        | Norway         | Azerbaijan     | Romania        | Denmark        | Greece         | Sweden         | Turkey         | Spain          | Germany        | Malta          | Macedonia      | Ireland        | Serbia         | Ukraine        | Moldova        | Montenegro     | Latvia         | Switzerland    | Belgium        | Finland        | Israel         | San Marino     | Austria        | Netherlands    | Belarus        | Portugal       | Bulgaria       | Slovenia       | Croatia        | Georgia        | Slovakia       |                |                |
| ------------------------------------------------------------ | ------------------ | -------------- | -------------- | -------------- | ---------------------- | -------------- | -------------- | -------------- | -------------- | -------------- | -------------- | -------------- | -------------- | -------------- | -------------- | -------------- | -------------- | -------------- | -------------- | -------------- | -------------- | -------------- | -------------- | -------------- | -------------- | -------------- | -------------- | -------------- | -------------- | -------------- | -------------- | -------------- | -------------- | -------------- | -------------- | -------------- | -------------- | -------------- | -------------- | -------------- | -------------- | -------------- | -------------- | -------------- |
|                                                              | Spojené království | 12             |                |                |                        |                |                |                |                |                |                |                | 5              |                |                |                |                |                |                |                |                |                |                |                | 4              |                |                |                |                | 2              |                | 1              |                |                |                |                |                |                |                |                |                |                |                |                |
| Maďarsko                                                     | 19                 |                |                |                |                        |                |                |                |                |                |                |                |                |                | 7              |                |                |                | 1              |                |                |                |                |                | 2              |                | 1              |                |                |                |                |                |                |                |                |                |                |                |                |                |                |                | 8              |                |
| Albánie                                                      | 146                |                | 8              |                |                        | 6              |                |                | 4              |                | 12             |                |                |                | 1              | 5              | 10             | 1              | 5              |                | 6              | 1              | 12             |                | 1              |                |                | 10             | 1              | 12             | 10             | 6              |                | 12             | 8              |                |                |                | 4              | 3              | 5              | 3              |                |                |
| Litva                                                        | 70                 | 7              |                |                |                        |                | 5              |                |                | 3              |                | 3              | 6              | 4              |                |                |                |                |                |                |                | 4              |                | 7              |                |                |                | 1              | 4              |                |                |                |                |                |                | 1              | 8              |                | 5              |                |                | 12             |                |                |
| Bosna a Hercegovina                                          | 55                 |                |                |                |                        |                |                |                |                |                |                |                |                |                |                |                |                |                | 10             |                |                |                | 7              |                | 5              |                |                | 6              |                | 1              |                |                |                |                | 7              |                |                |                |                | 7              | 10             |                | 2              |                |
| Rusko                                                        | 259                | 3              | 7              | 3              | 6                      | 3              |                | 7              | 5              | 4              | 10             | 8              | 8              | 10             | 4              | 8              | 4              | 7              | 7              | 8              | 7              | 3              | 4              | 6              | 7              | 10             | 6              | 4              | 10             |                | 8              | 8              | 7              | 10             | 5              | 4              | 12             | 8              | 6              | 8              | 6              | 5              | 3              |                |
|                                                              |                    |                |                |                |                        |                |                |                |                |                |                |                |                |                |                |                |                |                |                |                |                |                |                |                |                |                |                |                |                |                |                |                |                |                |                |                |                |                |                |                |                |                |                |                |
| Island                                                       | 46                 |                | 6              |                |                        |                |                |                | 1              |                |                | 6              | 5              |                |                | 6              |                |                |                | 4              | 3              |                |                |                |                |                |                |                |                |                |                | 7              |                |                |                |                |                |                |                | 4              |                |                | 4              |                |
| Kypr                                                         | 65                 |                |                | 6              |                        |                | 2              | 8              |                |                | 5              |                |                | 2              | 2              |                | 12             | 12             |                | 5              |                |                |                |                | 8              |                |                |                |                |                |                |                | 3              |                |                |                |                |                |                |                |                |                |                |                |
| Francie                                                      | 21                 |                |                |                |                        | 2              |                | 6              |                |                |                |                |                |                |                |                |                | 2              |                |                |                |                |                |                |                |                |                |                | 3              | 6              |                |                |                |                | 2              |                |                |                |                |                |                |                |                |                |
| Itálie                                                       | 101                |                | 5              | 7              | 4                      |                |                |                | 2              | 1              |                | 7              | 4              |                |                | 3              | 3              |                |                | 1              | 2              | 10             | 5              | 2              |                | 4              | 5              | 2              |                | 5              |                |                | 4              | 7              |                |                |                | 2              |                | 5              | 2              | 4              | 5              |                |
| Estonsko                                                     | 120                | 4              |                |                | 8                      |                | 6              | 10             |                | 10             |                |                | 7              |                |                |                |                | 8              |                | 6              | 4              |                |                | 8              |                | 1              | 2              |                | 8              |                |                | 10             |                |                |                | 7              | 4              | 7              |                |                |                |                | 10             |                |
| Norsko                                                       | 7                  |                |                |                |                        |                |                | 1              |                |                |                |                |                |                |                |                |                | 3              |                |                |                |                |                |                |                |                |                |                |                |                |                |                |                |                |                | 3              |                |                |                |                |                |                |                |                |
| Ázerbájdžán                                                  | 150                | 2              |                | 4              | 12                     | 7              | 10             |                | 8              |                |                |                |                |                |                |                | 5              |                | 12             |                |                | 12             | 2              | 1              | 3              | 12             | 10             | 5              |                |                |                |                | 8              | 4              |                |                | 7              |                | 10             |                |                | 10             | 6              |                |
|                                                              |                    |                |                |                |                        |                |                |                |                |                |                |                |                |                |                |                |                |                |                |                |                |                |                |                |                |                |                |                |                |                |                |                |                |                |                |                |                |                |                |                |                |                |                |                |
| Rumunsko                                                     | 71                 |                |                |                |                        |                | 1              |                | 3              | 2              | 7              |                |                | 6              |                | 1              | 7              |                | 4              | 10             |                |                |                | 5              |                |                | 12             |                |                |                | 3              |                | 6              |                |                |                |                | 4              |                |                |                |                |                |                |
| Dánsko                                                       | 21                 |                |                |                |                        |                |                | 5              |                |                | 2              | 2              | 2              |                |                |                |                |                |                |                | 5              |                |                |                |                |                |                |                |                |                |                | 5              |                |                |                |                |                |                |                |                |                |                |                |                |
| Řecko                                                        | 64                 |                |                | 12             |                        | 1              | 3              |                | 12             |                |                |                |                | 5              | 8              |                |                |                | 3              |                | 1              |                |                |                | 4              | 5              | 4              |                |                |                | 2              |                | 2              |                |                |                |                |                | 1              |                |                | 1              |                |                |
| Švédsko                                                      | 372                | 12             | 12             | 5              | 10                     | 8              | 12             | 12             | 10             | 12             |                | 12             | 12             | 7              | 10             | 12             | 6              |                | 6              | 12             | 12             | 6              | 6              | 12             | 10             | 6              | 7              | 7              | 12             | 7              | 12             | 12             | 12             | 3              | 12             | 12             | 6              | 3              | 8              | 10             | 7              | 8              | 12             |                |
| Turecko                                                      | 112                | 1              | 3              | 10             | 1                      | 4              |                |                |                | 5              |                |                |                | 12             | 3              | 2              |                | 6              |                |                | 8              | 8              | 8              |                |                |                |                |                |                | 3              | 7              |                | 1              | 5              | 3              | 8              |                |                | 7              |                |                | 7              |                |                |
| Španělsko                                                    | 97                 | 8              | 1              |                |                        | 5              |                | 2              | 6              | 6              |                | 4              |                |                | 6              |                |                | 4              |                |                |                |                |                |                |                |                |                |                |                | 8              | 6              | 3              | 10             | 1              | 6              | 6              |                | 12             | 3              |                |                |                |                |                |
|                                                              |                    |                |                |                |                        |                |                |                |                |                |                |                |                |                |                |                |                |                |                |                |                |                |                |                |                |                |                |                |                |                |                |                |                |                |                |                |                |                |                |                |                |                |                |                |
| Německo                                                      | 110                | 6              | 10             | 2              | 3                      |                |                |                |                | 7              | 8              | 10             | 3              |                |                | 10             |                |                |                | 3              |                | 2              |                | 10             |                |                |                |                | 7              | 4              |                | 1              |                |                | 4              | 2              |                | 10             |                | 2              | 4              | 2              |                |                |
| Malta                                                        | 41                 | 5              |                |                | 7                      |                |                |                |                |                |                |                |                | 8              |                |                |                |                | 2              |                |                |                | 1              |                | 6              | 7              |                |                |                |                |                |                |                | 2              |                |                | 3              |                |                |                |                |                |                |                |
| Makedonie                                                    | 71                 |                |                | 8              |                        | 12             |                |                |                |                | 1              |                |                |                |                |                |                |                | 8              |                |                |                |                |                | 12             | 3              |                | 8              |                |                |                |                |                |                |                |                | 2              |                | 2              | 6              | 8              |                | 1              |                |
| Irsko                                                        | 46                 | 10             |                |                |                        |                |                | 4              |                |                |                |                |                | 1              |                | 4              |                | 5              |                |                |                |                |                |                |                |                |                |                | 5              |                | 4              | 4              |                |                |                | 5              | 1              |                |                |                | 3              |                |                |                |
| Srbsko                                                       | 214                |                | 4              | 1              | 5                      | 10             | 4              | 3              | 7              | 8              | 6              |                | 10             |                | 5              |                | 8              | 10             |                |                | 10             | 5              | 10             |                |                | 2              | 3              | 12             |                | 10             | 5              | 2              |                | 6              | 10             | 10             |                | 5              | 12             | 12             | 12             |                | 7              |                |
| Ukrajina                                                     | 65                 |                |                |                | 2                      |                | 8              |                |                |                | 3              | 1              | 1              | 3              |                |                | 1              |                |                | 2              |                | 7              | 3              | 3              |                |                | 8              |                | 6              |                |                |                |                |                |                |                | 10             | 1              |                |                |                | 6              |                |                |
| Moldavsko                                                    | 81                 |                | 2              |                |                        |                | 7              |                |                |                | 4              |                |                |                | 12             | 7              | 2              |                |                | 7              |                |                |                |                |                | 8              |                | 3              |                | 2              |                |                | 5              | 8              | 1              |                | 5              | 6              |                | 1              | 1              |                |                |                |
| Tabulka je uspořádána podle pořadí ve finále a v semifinále. |                    |                |                |                |                        |                |                |                |                |                |                |                |                |                |                |                |                |                |                |                |                |                |                |                |                |                |                |                |                |                |                |                |                |                |                |                |                |                |                |                |                |                |                |                |

#### Dvanáctibodová ocenění
V následující tabulce je přehled dvanáctibodových ocenění, které jednotlivé země ve finále přisoudili soutěžícím:
| Počet | Pro         | Od |
| ----- | ----------- | --- |
| 18    | Švédsko     | Belgie, Dánsko, Estonsko, Finsko, Francie, Německo, Island, Irsko, Izrael, Lotyšsko, Maďarsko, Nizozemsko, Norsko, Rusko, Slovensko, Spojené království, Španělsko |
| 4     | Albánie     | Itálie, Makedonie, San Marino, Švýcarsko |
| 4     | Ázerbájdžán | Litva, Malta, Turecko, Ukrajina |
| 4     | Srbsko      | Bulharsko, Černá Hora, Chorvatsko, Slovinsko |
| 2     | Kypr        | Řecko, Švédsko |
| 2     | Řecko       | Albánie, Kypr |
| 2     | Makedonie   | Bosna a Hercegovina, Srbsko |
| 1     | Litva       | Gruzie |
| 1     | Moldavsko   | Rumunsko |
| 1     | Rumunsko    | Moldavsko |
| 1     | Rusko       | Bělorusko |
| 1     | Španělsko   | Portugalsko |
| 1     | Turecko     | Ázerbájdžán |

## Ostatní země
- Andorra – 19. října 2011 andorrský vysílatel RTVA oznámil, že z důvodu finanční vytíženosti neplánuje účast na Eurovizi 2012, dokonce měl v plánu zcela opustit EBU.[56][57]
- Arménie – 7. března 2012 EBU oznámila, že arménský vysílatel ARMTV se rozhodl neúčastnit se. Toto rozhodnutí padlo poté, co ázerbájdžánský prezident Ilham Alijev prohlásil: "Našimi nepřáteli jsou Arméni všude na světě a pokrytečtí a zkorumpovaní politici pod jejich nadvládou."[58][59][60] Z důvodu pozdního odhlášení byl arménský vysílatel potrestán pokutou.[61][62] Od roku 1994 je Arménie ve vleklém konfliktu o území Náhorní Karabach.[63]
- Česko – 24. listopadu 2011 bylo po uvolnění vysílacího programu České televize zveřejněno, že se Eurovize nebude účastnit.[64]
- Lichtenštejnsko – 26. listopadu 2011 byly nejdříve zveřejněny dokumenty EBU, v nichž byl vysílatel 1FLTV zmíněn coby aktivní člen EBU, díky čemuž se může účastnit Eurovize. O tři dny později byla tato informace dementována coby editační chyba.[65]
- Lucembursko – 31. prosince 2011 vysílatel RTL Luxembourg potvrdil, že se Eurovize nebude účastnit.[66]
- Monako – 23. listopadu 2011 bylo na zasedání EBU v Ženevě oznámeno, že monacký vysílatel TMC uvažuje o návratu do soutěže.[67] 3. prosince však bývalý vedoucí lucemburské delegace Phil Bosco potvrdil, že kvůli finanční vytíženosti se Monako v nejbližší budoucnosti účastnit nebude.[68]
- Maroko – Zástupci francouzské delegace v rozhovoru prohlásili, že Maroko je na dobré cestě k návratu do soutěže s novým vysílatelem 2M TV.[69] Dohady o účasti země, která se účastnila pouze v roce 1980, se však nepotvrdily být pravdivými.[67][70]
- Polsko – 16. prosince 2011 polský vysílatel TVP na své oficiální stránce na Facebooku oznámil odstoupení ze soutěže.[71] Později bylo potvrzeno, že Polská televize se v roce 2012 hodlá věnovat výhradně pořádání Mistrovství Evropy ve fotbale 2012 a odvysílání letních olympijských her v Londýně. Návrat v budoucnu však nebyl vyloučen.[72][73][74]

## Další ocenění

### Cena Marcela Bezençona
Ceny Marcela Bezençona, nazvané podle zakladatele soutěže Eurovize, se předávají již od roku 2002. Vyhlášeny jsou tři kategorie – Press Award (cena tisku), Artistic Award (cena umělců) a Composer Award (cena skladatelů). V roce 2012 byly ceny předány těmto soutěžícím:
| Kategorie     | Země        | Píseň                 | Interpret       | Skladatel                                                |
| ------------- | ----------- | --------------------- | --------------- | -------------------------------------------------------- |
| Komentátorská | Švédsko     | „Euphoria“            | Loreen          | Thomas G:son, Peter Boström                              |
| Skladatelská  | Švédsko     | „Euphoria“            | Loreen          | Thomas G:son, Peter Boström                              |
| Novinářská    | Ázerbájdžán | „When the Music Dies“ | Sabina Babajeva | Anders Bagge, Sandra Bjurman, Stefan Örn, Johan Kronlund |

### OGAE
OGAE je mezinárodní organizace sdružující fanoušky Eurovize. V rámci té sestavují jednotlivé národní fankluby pořadí nejlepších 10 čísel, které je zveřejněno několik dní před zahájením soutěže.
| Země    | Interpret            | Píseň               | Počet bodů |
| ------- | -------------------- | ------------------- | ---------- |
| Švédsko | Loreen               | „Euphoria“          | 375        |
| Itálie  | Nina Zilli           | „L'amore è femmina“ | 212        |
| Island  | Gréta Salóme a Jónsi | „Never Forget“      | 211        |
| Srbsko  | Željko Joksimović    | „Nije ljubav stvar“ | 199        |
| Norsko  | Tooji                | „Stay“              | 164        |

## Hlasování
Pořadí, v němž zástupci jednotlivých zemí vyhlašovali body, bylo určeno podle výsledků poroty z generální zkoušky před finále.
1. Albánie (Andri Xhahu)
2. Černá Hora (Marija Marković)
3. Rumunsko (Paula Seling)
4. Rakousko (Kati Bellowitsch)
5. Ukrajina (Oleksij Matias)
6. Bělorusko (Dmitrij Koldun)
7. Belgie (Peter Van de Veire)
8. Ázerbájdžán (Safura Alizadeh)
9. Malta (Keith Demicoli)
10. San Marino (Monica Fabbri)
11. Francie (Amaury Vassili)
12. Spojené království (Scott Mills)
13. Turecko (Ömer Önder)
14. Řecko (Adriana Magania)
15. Bosna a Hercegovina (Elvir Laković Laka)
16. Moldavsko (Olivia Fortuna)
17. Bulharsko (Anna Angelova)
18. Švýcarsko (Sara Hildebrand)
19. Slovinsko (Lorella Flego)
20. Kypr (Loucas Hamatsos)
21. Chorvatsko (Nevena Rendeli)
22. Slovensko (Mária Pietrová)
23. Makedonie (Kristina Talevska)
24. Nizozemsko (Viviënne van den Assem)
25. Portugalsko (Joana Teles)
26. Island (Matthías Matthíasson)
27. Švédsko (Sarah Dawn Finer)
28. Norsko (Nadia Hasnaoui)
29. Litva (Ignas Krupavičius)
30. Estonsko (Getter Jaani)
31. Dánsko (Louise Wolff)
32. Lotyšsko (Valters Frīdenbergs)
33. Španělsko (Elena S. Sánchez)
34. Finsko (Mr. Lordi)
35. Gruzie (Sopho Toroshelidze)
36. Itálie (Ivan Bacchi)
37. Srbsko (Maja Nikolić)
38. Německo (Anke Engelke)
39. Rusko (Oxana Fedorova)
40. Maďarsko (Éva Novodomszky)
41. Izrael (Ofer Nachshon)
42. Irsko (Gráinne Seoige)

Poznámky

Irsko mělo původně vyhlašovat výsledky jako 32. v pořadí, kvůli technickým potížím však hlasovalo až jako poslední.